# Viesker
Viesker, född 20 juni 1989 i Muurame i Finland, död 21 februari 2022, var ett finskt kallblod som tävlade mellan 1993 och 2004. Han tränades och kördes av Kaarlo Ahokas.

## Karriär
Viesker tävlade mellan 1993 och 2004, och sprang in 1 154 422 euro på 169 starter, varav 136 segrar, 17 andraplatser och 3 tredjeplatser. Han tog karriärens största segrar i Elitkampen (1996, 1997, 1998, 1999, 2000), Suur-Hollola-loppet för kallblod (1997, 1998, 1999, 2000, 2003), Nordiskt Mästerskap (1995, 1996, 1997) och Alm Svartens Æresløp (1997, 1999, 2000). Han segrade även i Kungstravet fem år i rad (1996, 1997, 1998, 1999, 2000).
Viesker var den första finska kallblodshästen som sprang under tiden 1.20,0 när han sprang 1.19,9 år 2002. Han blev även den första finska hästen att springa in mer än en miljon euro. Viesker valdes till årets häst i Finland mellan 1996 och 1999.
Han anses som en av världens bästa kallblodstravare någonsin.

### Avelskarriär
Viesker antogs som avelshingst vid 6 års ålder 1995. På grund av goda avkommor har han fått kontinuerliga avelsrättigheter. Mellan 1997 och 2019 föddes 1500 avkommor till Viesker. Vieskers avkommor har totalt sprungit in mer än 12,5 miljoner euro (2021).
Viesker dominerade som avelshingst likväl som tävlingshäst. Han är far till bland andra Polara, Vitter och Välähdys.
Viesker pensionerades som avelshingst 2017, och har fler avkommor än någon annan finsk häst.

### Död
Viesker avlivades den 21 februari 2022 på grund av ålderdomens svagheter. Han blev 33 år gammal.